# Liste der Naturschutzgebiete in Luxemburg
Die Liste der Naturschutzgebiete in Luxemburg umfasst all jene Flächen, die mit offiziellem Erlass ausgewiesen wurden.

## Erläuterungen

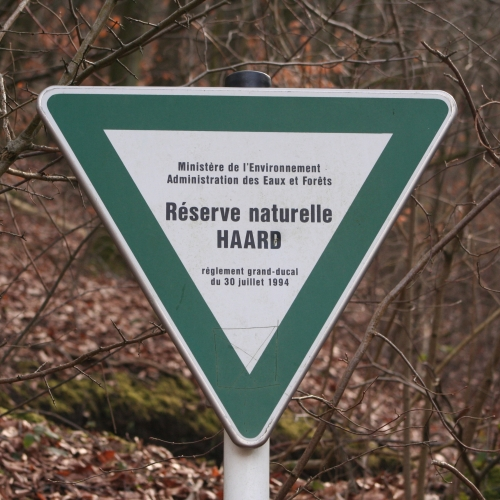
Hinweisschild am NSG Haard

Die in der Spalte seit angelegten Referenzen führen zur jeweiligen, mit einer Detailkarte versehenen Erstausweisung im Amtsblatt des Großherzogtums. Die dort angegebenen Flächenangaben können sich, bedingt durch spätere Änderungen des Umfangs, von den heutigen unterscheiden. Gleiches gilt für die angegebenen Gemeindenamen, die, als Folge von später durchgeführten Gemeindefusionen, von den heutigen, in der Liste angegebenen, abweichen können. Dies gilt insbesondere für die Gemeinden Schengen, in der Bürmeringen, Remerschen und Wellenstein sowie Käerjeng, in der Niederkerschen und Küntzig aufgegangen sind.
Die Namenswahl der einzelnen Gebiete entspricht der im Amtsblatt verwendeten Variante. Wurde zusätzlich zum engeren Schutzgebiet auch eine Pufferzone ausgewiesen, so ist diese bei der Flächenangabe mit eingerechnet.
Das angeführte Naturschutzgebiet Wëngertsbierg stellt insofern einen Sonderfall dar, als seine Unterschutzstellung vom März 2002 im Februar 2004 wieder aufgehoben wurde.
Die Abkürzungen in der Spalte Typ stehen für:
- Feu = Feuchtgebiet
- Hei = Heide, Wacholderheide
- Tro = Trockengebiet, etwa Trockenrasen oder Magerrasen
- NWa = Naturwald
- Wal = sonstige Waldflächen
- Sow = Streuobstwiese
- Div = sonstige oder gemischte Gebiete

## Die Liste
| Bild                                   | Name                         | Gemeinde(n)                            | seit               | Typ | Fläche (ha) | Lage  |
| -------------------------------------- | ---------------------------- | -------------------------------------- | ------------------ | --- | ----------- | ----- |
| Links oben am Hang: NSG Aarnescht      | Aarnescht                    | Niederanven                            | 1. Februar 1988    | Tro | 75,19       | Karte |
|                                        | Am Bauch                     | Monnerich                              | 14. April 1999     | Feu | 31,3        | Karte |
|                                        | Am Pudel                     | Esch an der Alzette, Schifflingen      | 5. Februar 2007    | Feu | 15,49       | Karte |
|                                        | Amberkneppchen               | Junglinster                            | 25. Mai 1989       | Hei | 54,94       | Karte |
| Informationstafel am Betebuerger Bësch | Betebuerger Bësch            | Bettemburg, Leudelingen, Roeser        | 20. September 2005 | NWa | 237,32      | Karte |
|                                        | Biirgerkräiz                 | Walferdingen                           | 25. Januar 2008    |     | 2,345       | Karte |
|                                        | Birelergronn                 | Sandweiler, Schüttringen, Niederanven  | 6. Dezember 1999   | Feu | 271,65      | Karte |
|                                        | Boufferdanger Muer           | Käerjeng                               | 19. März 1988      | Feu | 21,5        | Karte |
|                                        | Brill                        | Schifflingen                           | 20. Dezember 1988  | Feu | 19,7        | Karte |
|                                        | Conzefenn                    | Ulflingen, Weiswampach                 | 31. März 2008      | Feu | 137         | Karte |
|                                        | Deiwelskopp                  | Mompach                                | 12. Januar 2004    | Tro | 60,98       | Karte |
|                                        | Dreckwis                     | Käerjeng, Sassenheim                   | 22. März 2002      | Feu | 71,03       | Karte |
| Der Liègeois-Weiher im Ellergronn      | Ellergronn                   | Esch an der Alzette                    | 19. März 1988      | Feu | 110,4       | Karte |
|                                        | Ënneschte Bësch              | Bartringen, Leudelingen                | 20. September 2005 | NWa | 87          | Karte |
|                                        | Fensterdall                  | Böwingen                               | 18. Februar 1987   | Feu | 10,85       | Karte |
|                                        | Filsdorfergrund              | Dalheim, Frisingen                     | 25. März 2005      | Feu | 27          | Karte |
| Wanderer in der Grouf                  | Grouf                        | Schengen                               | 4. Juli 2007       | NWa | 29,2        | Karte |
|                                        | Haard-Hesselsbierg-Staebierg | Düdelingen, Kayl, Rümelingen           | 30. Juli 1994      | Div | 594,34      | Karte |
| Panoramaansicht des Haff Réimech       | Haff Réimech                 | Schengen                               | 23. März 1998      | Feu | 100,77      | Karte |
|                                        | Hierberbësch                 | Mompach                                | 23. September 2010 | NWa | 205,92      | Karte |
|                                        | Hierden                      | Betzdorf, Flaxweiler                   | 29. August 2003    | Tro | 68,96       | Karte |
|                                        | Kelsbaach                    | Grevenmacher, Flaxweiler, Wormeldingen | 3. August 1998     | Tro | 75,45       | Karte |
|                                        | Kuebebierg                   | Luxemburg                              | 26. März 2002      | Tro | 25,8        | Karte |
|                                        | Kuebendällchen               | Schengen                               | 25. Oktober 1991   | Tro | 35,1        | Karte |
|                                        | Laangmuer                    | Niederanven                            | 7. November 2005   | NWa | 103         | Karte |
|                                        | Lannebuur                    | Frisingen, Weiler zum Turm             | 1. Juli 2009       | Feu | 286         | Karte |
|                                        | Leibierg                     | Redingen, Préizerdaul                  | 10. August 1991    | Div | 61,74       | Karte |
|                                        | Léi                          | Bartringen                             | 19. März 1988      | Feu | 125,96      | Karte |
|                                        | Linger Wiesen                | Käerjeng                               | 1. Juli 1997       | Feu | 31,8        | Karte |
|                                        | Manternacher Fiels           | Manternach, Mertert                    | 6. Mai 2000        | Wal | 132,04      | Karte |
|                                        | Pellembierg                  | Flaxweiler, Wormeldingen               | 30. September 2005 | Tro | 90,93       | Karte |
|                                        | Pëttenerbësch                | Bissen, Mersch                         | 9. Juni 2006       | NW  | 67          | Karte |
| Giele Botter im NSG Prenzebierg        | Prenzebierg                  | Differdingen, Petingen                 | 20. November 1991  | Div | 255,3       | Karte |
|                                        | Ramescher                    | Wintger                                | 11. Februar 1993   | Feu | 62,7        | Karte |
|                                        | Roeserbann                   | Hesperingen, Roeser                    | 8. September 1994  | Feu | 352,67      | Karte |
| Saueruecht                             | Saueruecht                   | Befort                                 | 13. Februar 2010   | NWa | 72          | Karte |
| Sonnebierg                             | Sonnebierg                   | Walferdingen                           | 31. Juli 1989      | Tro | 15,03       | Karte |
|                                        | Stréissel                    | Bettemburg                             | 8. Mai 1999        | Feu | 35,62       | Karte |
|                                        | Strombierg                   | Schengen                               | 20. April 1993     | Wal | 29,2        | Karte |
|                                        | Telpeschholz                 | Kehlen                                 | 18. Februar 1987   | Hei | 67,32       | Karte |
|                                        | Um Bierg                     | Bettemburg, Roeser                     | 3. August 1998     | Sow | 12,32       | Karte |
|                                        | Weimericht                   | Junglinster                            | 10. September 2012 | Tro | 102,94      | Karte |
|                                        | Wëngertsbierg                | Lenningen, Flaxweiler                  | 28. März 2002      | div |             | Karte |